# Walther von Mumm
Moritz Karl Ferdinand Wilhelm Hermann Walther Mumm von Schwarzenstein (* 13. Januar 1887 in Frankfurt am Main; † 10. August 1959 in Göppingen) war ein Luftfahrtpionier, Geschäftsmann und Bobfahrer bei den Olympischen Winterspielen 1932. Davor war er zeitweise der „Champagner-König“ in Reims in Frankreich, als einer der Teilhaber der Champagner-Familie Mumm.

## Leben
Walther von Mumm war der zweite Sohn von Peter Arnold Gottlieb Hermann Mumm von Schwarzenstein und dessen Ehefrau Emma Luise Marie, geborene Passavant. Er wuchs in Deutschland und Frankreich auf und betätigte sich zunächst als Reitsportler und Flugpionier. Seinen Flugschein erhielt er 1910 in Frankreich mit einem Flugzeug der Firma Société Antoinette. Im selben Jahr ging er nach Amerika, wo er als Pilot für Frankreich im Gordon-Bennett-Cup (Ballonfahren) startete. Bis zum Ersten Weltkrieg nahm er an mehreren Distanz-Wettbewerben (unter anderem bei St. Louis und Kansas City) teil.
Als sein älterer Bruder, Henri, unerwartet starb, wurde Walther die Geschäftsführung der H.G. Mumm Extra Dry Company übergeben. Mit cleverer Werbung machte er die Marke bekannt, vor allem auf dem amerikanischen Markt. Er erbte auch das Familienvermögen im Wert von geschätzt $20.000.000.
In dieser Zeit lernte er Frances Scoville († 1920), die Tochter eines Bankiers aus Seneca, Kansas, kennen und heiratete sie in der St George’s Hanover Square Church in London. Er hatte mit ihr die Tochter Mary, die nach dem Tod der Mutter in einer Schule in Aiken, South Carolina aufgezogen wurde. Sie starb später in einem Autounfall zusammen mit ihrer Tante, Louise Scoville Treadwell.
Noch vor der Hochzeit ging von Mumm eine Affäre mit Marie van Rensimer Barnes ein, die 1912 in ihrem Pariser Apartment auf ihn schoss, als er ihr die Nachricht seiner Verlobung mit Scoville überbrachte. Er erlitt eine Lungenverletzung. Der Prominentenanwalt Oliver Bodington vertrat Marie van Rensimer Barnes in dem folgenden Prozess.
Obwohl die Familie von Mumm bereits seit mehr als hundert Jahren in Frankreich residierte, war Walther in Deutschland geboren worden und besaß die deutsche Staatsbürgerschaft. Beim Ausbruch des Ersten Weltkriegs wurde er in Frankreich als Feind eingestuft. Anstatt einer Internierung in Frankreich während der Kriegszeit entschied er sich dafür, nach Deutschland zurückzukehren. Er weigerte sich, an der Westfront zu kämpfen und diente stattdessen an der Ostfront gegen die Russen. Dabei wurde er durch russisches Feuer erneut in der Lunge verletzt.
Die Jahre direkt nach dem Krieg waren desaströs; die französische Regierung forderte die gesamten Besitzungen der Familie als Teil der Reparationsforderungen gegen Deutschland. Er entfremdete sich von seiner Frau, die nach einer Blinddarmoperation starb und war daraufhin in eine langwierige Sorgerechts-Verhandlung um seine Tochter verwickelt. Seine verbleibenden Geschäftsanteile in Deutschland, die noch immer auf Millionen von Dollars geschätzt wurden, gingen mit dem Zusammenbruch der Reichsmark und der Inflation verloren. Er hielt zwar die Rechte an der Marke Mumm in den Vereinigten Staaten, aber die Einführung der Prohibition bedeutete, dass diese über Nacht wertlos wurden. Mit dem Rest seines Vermögens investierte er an der Wall Street und erwarb wieder ein ordentliches Vermögen – bis der Wall Street Crash 1929 ihn mittellos machte.
1924 heiratete er die Baronesse Marie Julia Mathilde von dem Bussche-Haddenhausen, trennte sich aber bereits 1928 wieder von ihr. Die Baronesse heiratete später Prinz Ulrich von Wchinitz und Tettau.
Von Mumm nahm einen Job in einer Börsenmakler-Gesellschaft an und mietete ein Zimmer in einem Manhattaner Boarding House für $10 pro Woche. Seine finanzielle Notsituation verbarg er vor seinen Freunden. Im Oktober 1931 versuchte er im Haus seines Freundes William H. vom Rath in Long Island, Selbstmord zu begehen. Er hinterließ eine Nachricht mit den Worten: „Bury me as I am and keep this out of the newspapers.“ (Begrabt mich wie ich bin und lasst nichts davon in die Zeitungen kommen.) Er hatte versucht, sich ins Herz zu schießen, aber er verfehlte und erlitt zum dritten Mal eine Schussverletzung in der Lunge. Trotz anfänglich schlechter Prognosen erholte er sich und konnte wieder hergestellt werden.

### Olympia
Von Mumm verstärkte bereits 1932 wieder als Bobfahrer das deutsche Olympiaaufgebot und wurde in Lake Placid im Viererbob-Wettbewerb zusammen mit Hasso von Bismarck, Georg Gyssling und Gerhard von Hessert Siebter und Letzter, nach dem zweiten Lauf lag die Mannschaft sogar noch auf Platz sechs. Die Bob-Besatzung war in letzter Minute eingesprungen, nachdem nach schweren Stürzen von Werner Zahn und Fritz Grau zahlreiche Sportler aus den ursprünglichen Besatzungen im Krankenhaus lagen.